# Palpiraptor myrmarachnoides
Genre
Espèce
Palpiraptor myrmarachnoides, unique représentant du genre Palpiraptor, est une espèce fossile d'araignées aranéomorphes de la famille des Corinnidae.

## Distribution
Cette espèce a été découverte dans du copal de Madagascar. Elle date de l'Holocène.

## Publication originale
- Wunderlich, 2011 : Some subrecent spiders (Araneae) in copal from Madagascar. Beiträge zur Araneologie, vol. 6, p. 445–460.